# Hillsdale (Illinois)
Hillsdale és una vila dels Estats Units a l'estat d'Illinois. Segons el cens del 2000 tenia 588 habitants.

## Demografia
Segons el cens del 2000, Hillsdale tenia 588 habitants, 219 habitatges, i 157 famílies. La densitat de població era de 302,7 habitants/km².
Dels 219 habitatges en un 35,6% hi vivien nens de menys de 18 anys, en un 52,5% hi vivien parelles casades, en un 14,6% dones solteres, i en un 28,3% no eren unitats familiars. En el 21,9% dels habitatges hi vivien persones soles el 4,1% de les quals corresponia a persones de 65 anys o més que vivien soles. El nombre mitjà de persones vivint en cada habitatge era de 2,68 i el nombre mitjà de persones que vivien en cada família era de 3,13.
Per edats la població es repartia de la següent manera: un 28,7% tenia menys de 18 anys, un 8,2% entre 18 i 24, un 31,8% entre 25 i 44, un 21,8% de 45 a 60 i un 9,5% 65 anys o més.
L'edat mediana era de 34 anys. Per cada 100 dones de 18 o més anys hi havia 94 homes.
La renda mediana per habitatge era de 46.964 $ i la renda mediana per família de 49.519 $. Els homes tenien una renda mediana de 31.250 $ mentre que les dones 20.313 $. La renda per capita de la població era de 21.772 $. Aproximadament el 9,2% de les famílies i l'11% de la població estaven per davall del llindar de pobresa.

## Poblacions properes
El següent diagrama mostra les poblacions més properes.